# Gare de Savenay
Gare de Savenay vasútállomás Franciaországban, Savenay településen.

## Vasútvonalak
Az állomást az alábbi vasútvonalak érintik:
- Tours–Saint-Nazaire-vasútvonal
- Savenay–Landerneau-vasútvonal

## Kapcsolódó állomások
A vasútállomáshoz az alábbi állomások vannak a legközelebb:
- Gare de Pontchâteau (Gare de Landerneau, Savenay–Landerneau-vasútvonal)
- Gare de Donges (Gare de Saint-Nazaire, Tours–Saint-Nazaire-vasútvonal)
- Gare de Cordemais (Gare de Tours, Tours–Saint-Nazaire-vasútvonal)